# Lucien Bovet
Lucien Bovet (* 1962 in Neuchâtel) ist ein Schweizer Jazzmusiker (Schlagzeug, auch Gesang, Komposition).

## Leben und Wirken
Bovet wuchs in einer Musikerfamilie auf und spielte zunächst mit seinem Vater Philippe Bovet am Klavier und seinem älteren Bruder Cédric Bovet am Saxophon.
Bovet arbeitete dann mit Musikern wie George Robert, Lavelle Duggan, Glenn Ferris, Samuel Blaser und Ira Coleman. Er gehörte zum Quartett von Maurizio Peretti und Patrick Lehmann (mit Peter Bockius), mit dem er 1999 das Album PL4 Pictures in Jazz (In + Out Records) vorlegte.
Mit seinem Bruder Cédric Bovet gründete er das Bovet Brothers Quartet, mit dem er die Alben KWA (2004) und Morgensonne (2014) veröffentlichte. Mit dem Bovet-Coleman Trio entstand das Album Es ist Zeit zu gehen (2016) und mit dem Bovet-Stämpfli-Pärli-Quartett Die Essenz von Jazz 2 (Unit Records, 2020). Mit seinem Bruder Cédric, dem Bassisten Arno Knoor und dem Pianisten und Keyboarder Sylvain Gubian bildete er die C.L.A.S. Experience, die 2022 das Album Senza Più veröffentlichte. Weiterhin war er mit dem Dizzy Bats Quartet und in Gruppen von Mathieu Scheuber tätig.